# Чечевиця китайська
Чечевиця китайська (Agraphospiza rubescens) — вид горобцеподібних птахів родини в'юркових (Fringillidae). Мешкає в Гімалаях і горах Китаю. Це єдиний представник монотипового роду Китайська чечевиця (Agraphospiza).

## Опис
Довжина птаха становить 13-15 см. Довжина крила самця становить 80–85 мм, самиці 76–81 мм, довжина хвоста 49-55 мм. Виду притаманний статевий диморфізм. У самців голова яскраво-червона, верхня частина тіла багряна, на крилах від світло-червоних смужки. Боки червонуваті, нижня частина тіла світло-бежева, живіт і гузка білуваті. У самиць верхня частина тіла оливково-коричнева, іноді з рудуватим відтінком, крила і хвіст буруваті. Нижня частина тіла у них світло-бежева, живіт і гузка білуваті. Дзьоб чорнуватий, очі темно-карі, лапи жовтуваті.

## Таксономія
Китайську чечевицю раніше відносили до роду Чечевиця (Carpodacus), однак за результатами молекулярно-філогенетичного дослідження виявилося, що вона є близькоспорідноною з представниками родів Pyrrhoplectes і Leucosticte. Вид було переведено до новоствореного роду Agraphospiza.

## Поширення і екологія
Китайські чечевиці поширені в Гімалаях (на території Непалу, Сіккіму, Бутану, Північно-Східної Індії і М'янми) та на заході Центрального Китаю в провінціях Ганьсу, Сичуань, Юньнань і Шеньсі. Вони живуть в гірських хвойних (переважно соснових) і змішаних лісах. Влітку зустрічаються на висоті до 4000 м над рівнем моря, а взимку мігрують в долини на висоту від 1500 до 2500 м над рівнем моря. Під час сезону розмноження зустрічаються парами, в негніздовий період утворюють зграйки до 30 птахів. Живляться насінням, ягодами, бруньками та дрібними комахами.